# Borki (rejon mostowski)
Borki (biał. Боркі; ros. Борки) – wieś na Białorusi, w obwodzie grodzieńskim, w rejonie mostowskim, w sielsowiecie Piaski, nad Zelwianką.
W dwudziestoleciu międzywojennym leżały w Polsce, w województwie białostockim, w powiecie wołkowyskim, w gminie Piaski